# Achille Lauro
Achille Lauro (původním názvem Willem Ruys) byla osobní dopravní loď, která je známá především kvůli únosu palestinskými teroristy roku 1985.

## Historie
Loď byla objednána v roce 1938, první práce na kýlu byly započaty roku 1939 v nizozemském Vlissingenu. Výroba byla přerušena druhou světovou válkou a dvěma nálety a loď byla dokončena jako Willem Ruys až roku 1947. Na první plavbu vyplula 2. prosince 1947. Loď délky 192 a šířky 25 metrů mohla ubytovat až 900 pasažérů. Byla vybavena 8 motory Sulzer a 2 šrouby.
Roku 1964 byla prodána firmě Flotta Lauro Line (později Star Lauro, nyní MSC Cruises) a přejmenována na Achille Lauro podle italského politika a bývalého starosty Neapole. Byla přestavěna a modernizována a byla uvedena do služby roku 1966. Byla nasazena například při evakuaci Britů uvězněných během šestidenní války. Během cesty do Durbanu byla 30. listopadu 1994 u somálského pobřeží zachvácena požárem. Evakuovaná loď se o tři dny později potopila.

## Únos
7. října 1985 byla Achille Lauro na trase z Alexandrie do Port Said unesena čtyřmi členy Palestinské osvobozenecké fronty. Únosci požadovali propuštění 50 palestinských vězňů z izraelských vězení, přičemž vyhrožovali zabitím Američanů a Židů mezi pasažéry. Loď plující podél severoafrického pobřeží nasměrovali k syrskému přístavu Tartus. Poté, co jim nebylo vydáno povolení vplout do přístavu, zastřelili 69letého amerického občana Leona Klinghoffera židovského původu. Klinghoffer, který se pohyboval na kolečkovém křesle a nemohl se podrobit příkazům únosců, byl střelen do čela a jeho tělo i kolečkové křeslo byly hozeny do moře.
Poté byla loď nasměrována na Port Said v Egyptě. V Port Saidu došlo k dohodě mezi únosci a egyptským prezidentem Mubarakem. Bylo jim umožněno opustit loď a odletět běžnou linkou do Tuniska. Během letu byl letoun egyptských aerolinií Boeing 737 přinucen americkými stíhačkami, které vystartovaly z letadlové lodi USS Saratoga ve Středozemním moři, přistát na základně NATO Sigonella na Sicílii. Únosci byli zatčeni. Po nedorozumění mezi USA a italskou vládou bylo umožněno zbylým cestujícím včetně hlavy únosu Abu Abásse na palubě letadla pokračovat v letu. Abbás byl zatčen roku 2003 americkou armádou v Iráku a zemřel roku 2004.

### V kultuře
O únosu byl roku 1990 natočen film Únos lodi Achille Lauro s Burtem Lancasterem v hlavní roli.
Roku 1991 složil minimalistický skladatel John Adams operu pojmenovanou podle jediné oběti tohoto útoku palestinských teroristů The Death of Klinghoffer (Smrt Klinghoffera). Autorkou libreta byla Alice Goodmanová, do češtiny jej přeložila Vlasta Reittererová 